# Гемара
Гемара́ (арам. גְּמָרָא‎ — «изучение; воспринятое от учителя» или от ивр. גְּמָרָה‎ — «завершение; совершенство») — свод дискуссий и анализов текста Мишны, проводившихся амораями, включающий их постановления и уточнения закона (галахи), а также притчи и легенды (агада).
Относительно этимологии слова «гемара» мнения исследователей расходятся, слово восходит либо к арамейскому «учение» (גמיר‎) — буквальный перевод слова «талмуд», либо к ивритскому «завершение; совершенство» (גמר‎).
В обиходе термином «гемара» часто обозначают Талмуд в целом, а также каждый из составляющих его трактатов в отдельности. В тексте печатных изданий вавилонского Талмуда (а также виленского издания иерусалимского Талмуда) гемара отделяется от Мишны сокращением ('גמ‎). Гемара сопровождает Мишну как в вавилонском, так и в иерусалимском Талмудах, хотя не все, и не одни и те же трактаты.